# اچ‌ام‌اس کبرا (۱۸۹۹)
اچ‌ام‌اس کبرا (۱۸۹۹) (به انگلیسی: HMS Cobra (1899)) یک کشتی بود که طول آن ۲۲۳ فوت (۶۸ متر) بود. این کشتی در سال ۱۸۹۹ ساخته شد.